# Муткеновський сільський округ
Мутке́новський сільський округ (каз. Мұткенов ауылдық округі, рос. Муткеновский сельский округ) — адміністративна одиниця у складі Актогайського району Павлодарської області Казахстану. Адміністративний центр — село Муткенова.
Населення — 1679 осіб (2021; 2190 у 2009, 2836 у 1999, 3103 у 1989).
Станом на 1989 рік існувала Пролетарська сільська рада (села Абжан, Єстай, Жанабет, Жанатан, Мулявське, Шокпар). 2017 року було ліквідовано село Шокпар.

## Склад
До складу округу входять такі населені пункти:
| Населений пункт | Старі назви        | Населення, осіб (1989) | Населення, осіб (1999) | Населення, осіб (2009) | Населення, осіб (2021) |
| --------------- | ------------------ | ---------------------- | ---------------------- | ---------------------- | ---------------------- |
| Абжан, село     | Алга               | 387                    | 301                    | 270                    | 212                    |
| Єстая, село     | Єстай, Інтимак     | 354                    | 315                    | 125                    | 57                     |
| Жанабет, село   | -                  | 448                    | 459                    | 404                    | 354                    |
| Жанатап, село   | Жанатан, Єсентерек | 319                    | 325                    | 278                    | 214                    |
| Муткенова, село | Мулявське          | 1217                   | 1226                   | 1054                   | 842                    |
| Шокпар, село    | -                  | 378                    | 210                    | 59                     | -                      |